# Острів Комачіна
45°58′ пн. ш. 9°10′ сх. д. / 45.967° пн. ш. 9.167° сх. д.

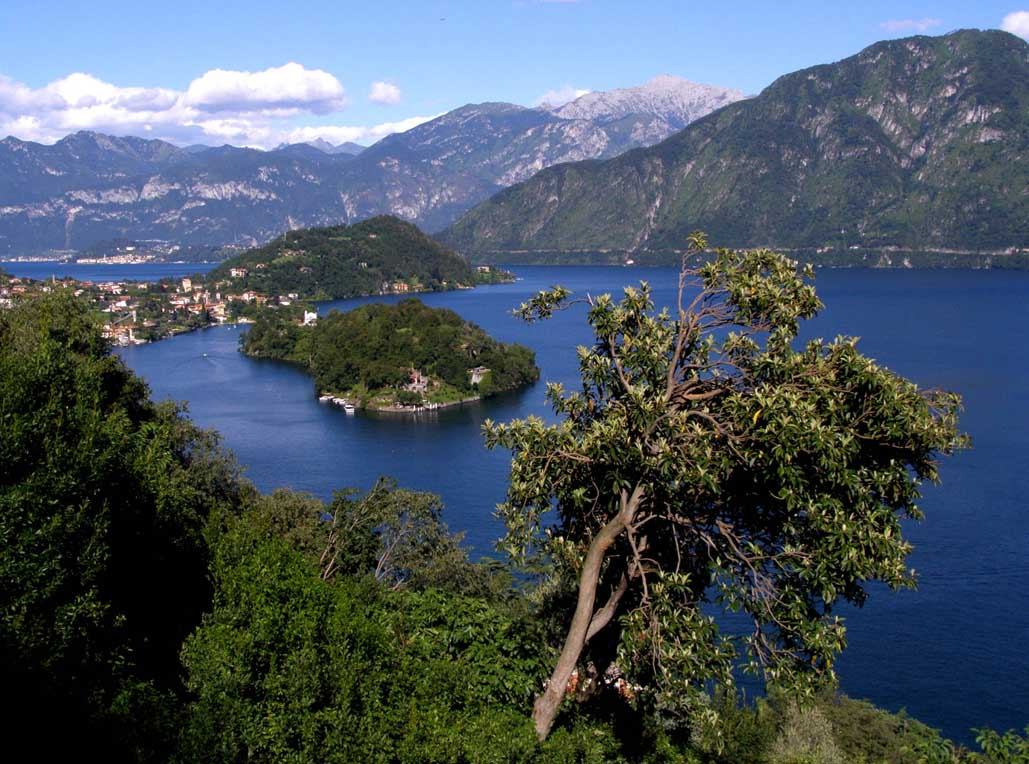
Комачіна

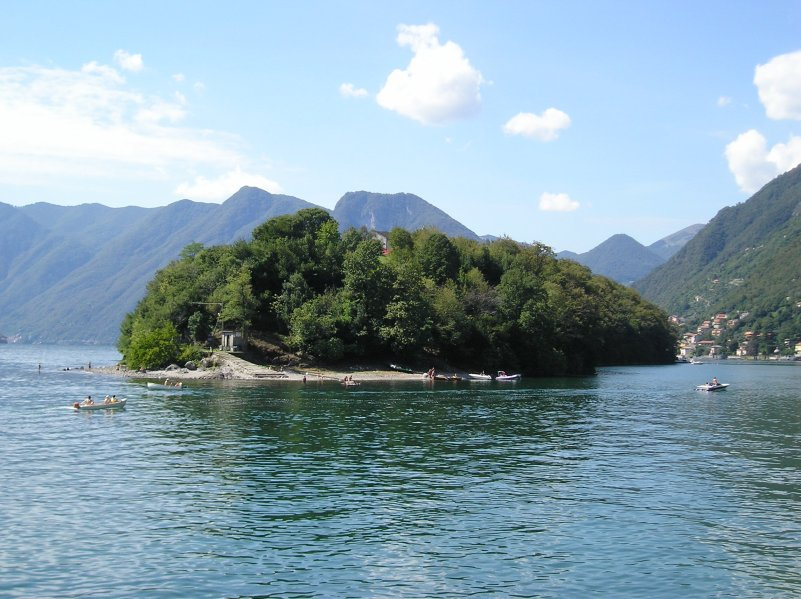
Комачіна

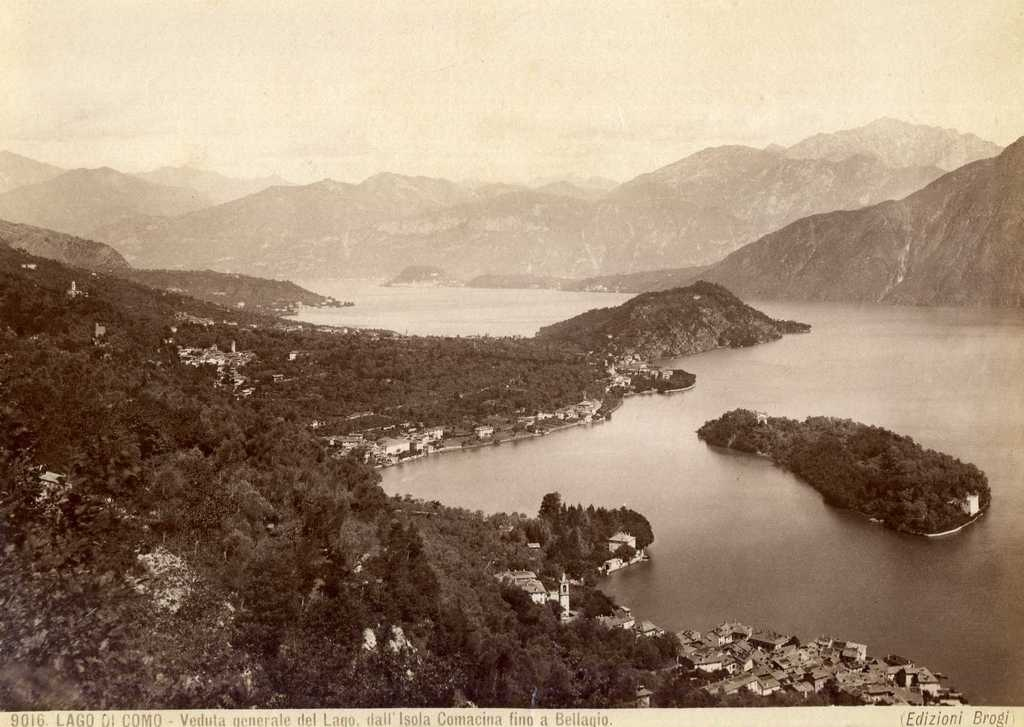
Панорама озера Комо, Белладжіо і о.Комачіна

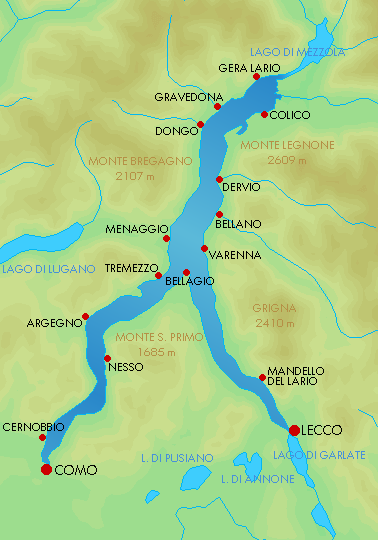
озеро Комо

Острів Комачіна (італ. Isola Comacina) -  невеликий лісистий острів на озері Комо в Італії, адміністративно належить комуні Оссуччо, регіон Ломбардія. Він розташований недалеко від західного берега озера Комо перед затокою Zoca de l'oli (в перекладі з місцевої говірки - місце дрібного виробництва оливкової олії).
Наприкінці VI століття (587 р.) острів залишався римською фортецею під командуванням Франчо (підлеглого Нарсеса), в той час як територія навколо озера Комо була повністю підконтрольна лонґобардам. Острів протягом тривалого часу був у лонґобардській облозі під командуванням Аутарі, який змусив Франчо втікати до Равенни.
У 1919 році острів був віданий Бельгії, на честь короля Альберта I.  В наступному році острів був повернений.